# Cycles render
Cycles è un motore di rendering di tipo unbiased incorporato all'interno del programma di grafica 3D Blender.
Inizialmente distribuito come Blender con licenza GPL, da non molto tempo è disponibile con licenza Apache License version 2.0, in modo da poter essere usato, vista la bontà del progetto, anche con altri tipi software 3D anche proprietari, come indicato dalla volontà dagli stessi sviluppatori , anche se non è stato ancora pubblicato come software stand alone.
Per usare Cycles, deve essere attivato come Motore di rendering attivo nell'intestazione in alto. Una volta fatto questo, il rendering interattivo può iniziare impostando la modalità di disegno Rendered nella vista 3D. Il render si aggiornerà ogni volta che si aggiorna un materiale o un oggetto.
Una delle caratteristiche più importanti è che i materiali da abbinare agli oggetti 3D vengono descritti attraverso un sistema di nodi che interconnessi opportunamente possono creare materiali veramente complicati e realistici.
Il motore è in una fase avanzata di sviluppo ed ha molte funzioni, incluso il render di materiali volumetrici.